# Licaria salicifolia
Licaria salicifolia är en lagerväxtart som först beskrevs av Olof Swartz, och fick sitt nu gällande namn av André Joseph Guillaume Henri Kostermans. Licaria salicifolia ingår i släktet Licaria och familjen lagerväxter. Inga underarter finns listade i Catalogue of Life.